# 維特納皮克湖
維特納皮克湖是愛沙尼亞的湖泊，位於該國北部，由西維魯縣負責管轄，長0.9公里、寬0.3公里，面積0.16平方公里，海拔高度74米，平均水深3米，最大水深6.2米。